# NGC 7341
NGC 7341 é uma galáxia espiral barrada (SBab) localizada na direcção da constelação de Aquarius. Possui uma declinação de -22° 39' 59" e uma ascensão recta de 22 horas, 39 minutos e 05,6 segundos.
A galáxia NGC 7341 foi descoberta em 1886 por Frank Leavenworth.